# 四旬斎
四旬斎（しじゅんさい、英語: Great Lent）とは、キリスト教（正教会、非カルケドン派、カトリック教会、聖公会、プロテスタント）において、復活祭を準備する期間。
正教会では大斎（おおものいみ）、カトリック教会・ルーテル教会では四旬節、聖公会では大斎節、大方のプロテスタントでは受難節と呼ばれるのが一般的である。

## 約40日間の起源

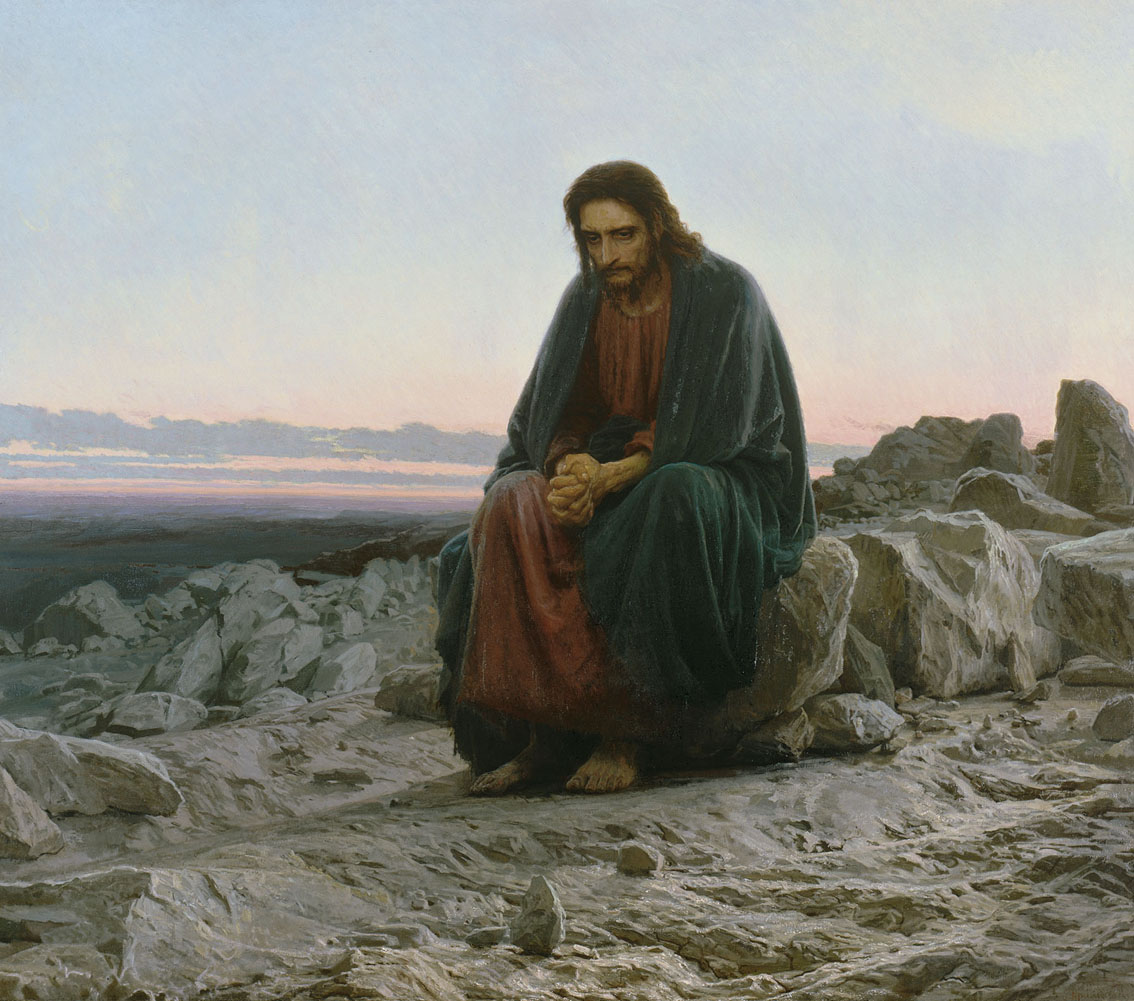
『曠野のイイスス・ハリストス』（1872年作、イワン・クラムスコイ）

「四旬」（しじゅん、四十の意）の名は、復活祭前のこの準備期間が約40日間のものであることから名付けられている。40日に近い日数が設定されていることには、以下が起源として挙げられるが、三つ目のイエス・キリストのものが重要なものとして特に頻繁に言及される。
- モーセがシナイ山で40日間行った断食（出エジプト記34章28節）[9][10][11]
- エリヤがホレブ山に40日間飲み食いせずに行ったこと（列王記上19章8節）[9][10][11]
- イエス・キリストが荒野で断食して過ごした40日間（マタイによる福音書4章2節、マルコによる福音書1章13節、ルカによる福音書4章2節）[3][9][10][11]。

## 過ごし方
この期間中、食品の品目や量を節制したり、祈りを増やしたりして過ごすことが求められる。この期間中の食品の節制方法については、教派ごとに違いがある。
- 東方教会
  - 正教会の大斎（おおものいみ）では、肉、乳製品、アルコールをはじめとする食品の品目制限が設けられているが、信者によって守っている度合いは異なっている[13]。祈りの無い斎は危険であるとされる[9]。大斎の期間中の平日にはエフレムの祝文が唱えられ、独特の精神性が与えられる[9]。詳細は大斎 (正教会)を参照

- 西方教会
  - カトリック教会の四旬節では、節制を大斎と小斎に分けて実施している（正教会や聖公会と「大斎」の語義が異なる）。肉を食べないという節制は、各自の判断で償いの他の形式（愛徳のわざ、信心業、節制のわざの実行）に代えることができるとされている[8]。詳細は四旬節を参照
  - 聖公会の大斎節では、祈りを増やしたり聖書を読む時間を増やしたりするよう求められている。食事の節制についてはあまり指導されず精神的な側面が強調される傾向にあるが、食事の節制についての意義を見直すべきとする意見もある[14]。
  - プロテスタントは様々な教派を含む総称であり一概に言えない。食品についてカトリック教会と同様の勧めがされる事もあれば[5]、特に勧められない場合もある。